# 新荷蘭黍鯡
新荷蘭黍鯡為輻鰭魚綱鲱形目鲱科的其中一種，分布於西南太平洋的澳洲及紐西蘭海域，棲息深度可達50公尺，體長可達14公分，棲息在沿海、河口區，可做為食用魚。

## 擴展閱讀
維基物種上的相關：新荷蘭黍鯡